# Basilika der Unbefleckten Empfängnis (El Tejar)
Die Basilika der Unbefleckten Empfängnis (spanisch Basílica de la Inmaculada Concepción) ist eine römisch-katholische Kirche in Stadt El Tejar im Kanton El Guarco, Costa Rica. Die Kirche im Bistum Cartago mit dem Patronat der Unbefleckten Empfängnis trägt den Titel einer Basilica minor.

## Geschichte
Die Pfarrgemeinde wurde 1914 gegründet. Das Kirchengebäude am Parque de Tejar wurde als Betonbau in einem modernen Architekturstil mit einem hölzernen Zeltdach errichtet. Ein schlanker Campanile mit einem hohen Kreuz an der Spitze steht rechts vom Eingang, ein kleiner Uhrenturm auf der linken Seite. Vor diesem steht ein Bildnis von Papst Johannes Paul II. Die Kirche erhielt durch ihn 1985 den Rang einer Basilica minor verliehen. Zum hundertjährigen Jubiläum der Pfarrei erhielt die Basilika 2014 einen neuen Altar mit einer Reliquie des heiligen Josemaría Escrivá.